# Gran maestro dell'Ordine teutonico
Il Gran maestro dell'Ordine teutonico (in tedesco: Hochmeister, letteralmente "alto maestro", in passato, dal 1530 al 1929, Hoch- und Deutschmeister, "alto e tedesco maestro"), è il superiore della comunità monastica dell'Ordine teutonico, del quale è infatti anche abate generale. 
Una versione del titolo in tardo latino fu Magister Hospitalis Sancte Marie Alemannorum Jerosolimitani. Dal 1216, venne utilizzato comunemente il titolo completo di Magister Hospitalis Domus Sancte Marie Theutonicorum Jerosolimitani ("Maestro dell'ordine ospitaliero di Santa Maria dei Teutonici di Gerusalemme").

## Storia
Sin dal Medioevo, il passaggio del titolo fu estremamente efficiente. Alla morte di un Gran maestro, il Vice maestro convocava il Consiglio generale per l'elezione del successore. Il Capitolo generale era composto da dodici persone: sette cavalieri, quattro sergenti e un sacerdote. Una volta scelto il candidato a maggioranza, anche la minoranza doveva prestargli fede. L'elezione si concludeva solitamente tre mesi dopo la morte del Gran maestro venuto a mancare.
I candidati dovevano dimostrare di avere spiccate doti d'amministrazione e venivano scelti per i propri meriti e non per il loro lignaggio. Questa clausola venne revocata solo dall'elezione dei duchi Federico di Sassonia e Alberto di Brandeburgo-Ansbach, membri delle potenti casate dei Wettin e degli Hohenzollern.
Quando l'Ordine teutonico aveva sede ad Acri in Terra Santa, i Gran maestri risiedevano principalmente alla corte papale o a quella imperiale. Il potere dei Gran maestri aumentò notevolmente nel corso del XIII secolo quando venne conquistata la Prussia Orientale, durante le crociate del Nord, portando alla creazione di uno Stato monastico, od Ordenstaat, che perdurò sino al 1525. Dopo che la capitale dell'Ordine venne trasferita da Venezia al castello di Malbork (Marienburg) nel 1309, il potere del Gran maestro era al suo apice. Essi ottennero infine il controllo dell'intera regione della Prussia, che li pose come supremi comandanti delle forze tedesche prussiane. Il Gran maestro aveva inoltre il ruolo di castellano di Marienburg ed era il tesoriere dell'Ordine. Egli era inoltre membro della Lega anseatica, che gli accreditava i benefici di questa associazione.
Il Gran maestro Alberto di Brandeburgo-Ansbach si convertì al luteranesimo e fece confluire il soppresso stato monastico nel secolare e luterano ducato di Prussia, nel 1525. L'Ordine sopravvisse ad ogni modo in Germania e nella provincia autonoma della Livonia. Per limitare i loro possessi in altre aree della Germania, i titoli di Hochmeister e Deutschmeister vennero uniti durante il regno di Walter von Cronberg, che venne nominato dall'imperatore Carlo V. Questo doppio titolo perdurò sino al 1923. Per secoli il reggimento dei "Cacciatori di Vienna" (Jägerregiment Wien) dell'esercito austriaco venne conosciuto con il nome di "Hoch- und Deutschmeister Regiment". 
L'Ordine teutonico, ancora oggi esistente, è guidato da un Gran maestro elettivo (attualmente, dal 2018, S.E. mons. Frank Bayard, O.T.) ed è oggi un ordine clericale della Chiesa cattolica romana.

## Elenco dei Gran maestri dell'Ordine teutonico

### Capi del primo Ordine (1190-1198)
L'Ordine teutonico aveva la gestione di un ospedale in Terra Santa.
| Nº | Ritratto | Nome (nascita–morte) | Magistero | Magistero | Provenienza | Note                                                                         |
| Nº | Ritratto | Nome (nascita–morte) | Inizio    | Fine      | Provenienza | Note                                                                         |
| -- | -------- | -------------------- | --------- | --------- | ----------- | ---------------------------------------------------------------------------- |
|    |          | Maestro Sibrando     | 1190      | 1192      |             |                                                                              |
|    |          | Gerhard              | 1192      | 1192      |             |                                                                              |
|    |          | Heinrich             | 1193      | 1194      |             | Priore                                                                       |
|    |          | Ulrich               | 1195      | 1196      |             |                                                                              |
|    |          | Heinrich             | 1196      | 1198      |             | Precettore (identificabile probabilmente con Heinrich Walpot von Bassenheim) |

### Gran maestri dell'Ordine (1198-1525)
L'Ordine teutonico divenne un ordine spirituale.
| Nº | Stemma | Ritratto | Nome (nascita–morte)                                                         | Magistero | Magistero | Provenienza         | Note                                                                                                |
| Nº | Stemma | Ritratto | Nome (nascita–morte)                                                         | Inizio    | Fine      | Provenienza         | Note                                                                                                |
| -- | ------ | -------- | ---------------------------------------------------------------------------- | --------- | --------- | ------------------- | --------------------------------------------------------------------------------------------------- |
| 1  |        |          | Heinrich Walpot von Bassenheim (?–1200)                                      | 1198      | 1200      | Sacro Romano Impero | |
| 2  |        |          | Otto von Kerpen (?–1208)                                                     | 1200      | 1208      | Sacro Romano Impero | |
| 3  |        |          | Heinrich von Tunna (?–?)                                                     | 1208      | 1209      | Sacro Romano Impero | |
| 4  |        |          | Ermanno di Salza Hermann von Salza (1179ca.–1239)                            | 1209      | 1239      | Sacro Romano Impero | Artefice dell'espansione dell'Ordine in Prussia                                                     |
| 5  |        |          | Corrado di Turingia Konrad von Thüringen (1206–1240)                         | 1239      | 1240      | Sacro Romano Impero | Esponente della dinastia Ludovingia                                                                 |
| 6  |        |          | Gerhard von Malberg (1200ca.–1246)                                           | 1240      | 1244      | Sacro Romano Impero | Dimesso, aderisce ai Templari                                                                       |
| 7  |        |          | Heinrich von Hohenlohe (?–1249)                                              | 1244      | 1249      | Sacro Romano Impero | |
| 8  |        |          | Gunther von Wüllersleben (?–1252)                                            | 1249      | 1252      | Sacro Romano Impero | |
| 9  |        |          | Poppo von Osterna (?–1256)                                                   | 1252      | 1256      | Sacro Romano Impero | |
| 10 |        |          | Anno von Sangershausen (?–1273)                                              | 1256      | 1273      | Sacro Romano Impero | Già Maestro dell'Ordine livoniano                                                                   |
| 11 |        |          | Hartmann von Heldrungen (?–1282)                                             | 1273      | 1282      | Sacro Romano Impero | |
| 12 |        |          | Burchard von Schwanden (?–1310)                                              | 1283      | 1290      | Sacro Romano Impero | Dimesso                                                                                             |
| 13 |        |          | Konrad von Feuchtwangen (1230–1296)                                          | 1291      | 1296      | Sacro Romano Impero | Già Maestro dell'Ordine livoniano; trasferisce il quartier generale dell'Ordine teutonico a Venezia |
| 14 |        |          | Gottfried von Hohenlohe (1265–1310)                                          | 1297      | 1303      | Sacro Romano Impero | Dimesso                                                                                             |
| 15 |        |          | Siegfried von Feuchtwangen (?–1311)                                          | 1303      | 1311      | Sacro Romano Impero | Trasferisce il quartier generale dell'Ordine a Marienburg                                           |
| 16 |        |          | Karl von Trier (1265–1324)                                                   | 1311      | 1324      | Sacro Romano Impero | |
| 17 |        |          | Werner von Orseln (1280ca.–1330)                                             | 1324      | 1330      | Sacro Romano Impero | |
| 18 |        |          | Luther von Braunschweig (1275ca.–1335)                                       | 1331      | 1335      | Sacro Romano Impero | Esponente del Casato dei Guelfi                                                                     |
| 19 |        |          | Dietrich von Altenburg (?–1341)                                              | 1335      | 1341      | Sacro Romano Impero | |
| 20 |        |          | Ludolf König von Wattzau (?–1347/8)                                          | 1342      | 1345      | Sacro Romano Impero | Dimesso                                                                                             |
| 21 |        |          | Heinrich Dusemer (?–1353)                                                    | 1345      | 1351      | Sacro Romano Impero | Dimesso                                                                                             |
| 22 |        |          | Winrich von Kniprode (1310–1382)                                             | 1351      | 1382      | Sacro Romano Impero | |
| 23 |        |          | Konrad Zöllner von Rothenstein (?–1390)                                      | 1382      | 1390      | Sacro Romano Impero | |
| 24 |        |          | Konrad von Wallenrode (1330–1393)                                            | 1391      | 1393      | Sacro Romano Impero | |
| 25 |        |          | Konrad von Jungingen (1355ca.–1407)                                          | 1393      | 1407      | Sacro Romano Impero | |
| 26 |        |          | Ulrich von Jungingen (1360–1410)                                             | 1407      | 1410      | Sacro Romano Impero | Fratello di Konrad von Jungingen; muore nella battaglia di Grunwald                                 |
| 27 |        |          | Heinrich von Plauen (1370ca.–1429)                                           | 1410      | 1413      | Sacro Romano Impero | Deposto                                                                                             |
| 28 |        |          | Michael Küchmeister von Sternberg (1370–1423)                                | 1414      | 1422      | Sacro Romano Impero | Dimesso                                                                                             |
| 29 |        |          | Paul von Rusdorf (?–1441)                                                    | 1422      | 1441      | Sacro Romano Impero | |
| 30 |        |          | Konrad von Erlichshausen (?–1449)                                            | 1441      | 1449      | Sacro Romano Impero | |
| 31 |        |          | Ludwig von Erlichshausen (1410–1467)                                         | 1450      | 1467      | Sacro Romano Impero | Nipote di Konrad von Erlichshausen; trasferisce il quartier generale dell'Ordine a Königsberg       |
| 32 |        |          | Heinrich Reuß von Plauen (?–1470)                                            | 1467      | 1470      | Sacro Romano Impero | |
| 33 |        |          | Heinrich Reffle von Richtenberg (?–1477)                                     | 1470      | 1477      | Sacro Romano Impero | |
| 34 |        |          | Martin Truchseß von Wetzhausen (1435ca.–1489)                                | 1477      | 1489      | Sacro Romano Impero | |
| 35 |        |          | Johann von Tiefen (?–1497)                                                   | 1489      | 1497      | Sacro Romano Impero | |
| 36 |        |          | Federico di Sassonia Friedrich von Sachsen (1473–1510)                       | 1498      | 1510      | Sacro Romano Impero | Esponente della Casata di Wettin                                                                    |
| 37 |        |          | Alberto di Brandenburgo-Ansbach Albrecht von Brandenburg-Ansbach (1490–1568) | 1511      | 1525      | Sacro Romano Impero | Esponente del Casato di Hohenzollern; convertito al luteranesimo, diventa duca di Prussia           |

### Hoch- und Deutschmeister(1530-1929)
| Nº | Stemma | Ritratto | Nome (nascita–morte)                                                         | Magistero | Magistero | Provenienza                                      | Note |
| Nº | Stemma | Ritratto | Nome (nascita–morte)                                                         | Inizio    | Fine      | Provenienza                                      | Note |
| -- | ------ | -------- | ---------------------------------------------------------------------------- | --------- | --------- | ------------------------------------------------ | --- |
| 38 |        |          | Walter von Cronberg (1477–1543)                                              | 1527      | 1543      | Sacro Romano Impero                              | Trasferisce il quartier generale dell'Ordine a Bad Mergentheim |
| 39 |        |          | Wolfgang Schutzbar (1483–1566)                                               | 1543      | 1566      | Sacro Romano Impero                              | |
| 40 |        |          | Georg Hundt von Weckheim (1520–1572)                                         | 1566      | 1572      | Sacro Romano Impero                              | |
| 41 |        |          | Heinrich von Bobenhausen (1514ca.–1595)                                      | 1572      | 1590      | Sacro Romano Impero                              | Dimesso |
| 42 |        |          | Massimiliano d'Austria Maximilian von Österreich (1558–1618)                 | 1590      | 1618      | Sacro Romano Impero (Austria)                    | Figlio dell'imperatore Massimiliano II ed esponente della Casa d'Asburgo |
| 43 |        |          | Carlo d'Austria Karl von Österreich (1590–1624)                              | 1618      | 1624      | Sacro Romano Impero (Austria)                    | Esponente della Casa d'Asburgo; Vescovo di Breslavia e di Bressanone |
| 44 |        |          | Johann Eustach von Westernach (1545–1627)                                    | 1625      | 1627      | Sacro Romano Impero                              | |
| 45 |        |          | Johann Kaspar von Stadion (1567–1641)                                        | 1627      | 1641      | Sacro Romano Impero                              | |
| 46 |        |          | Leopoldo Guglielmo d'Austria Leopold Wilhelm von Österreich (1614–1662)      | 1641      | 1662      | Sacro Romano Impero (Austria)                    | Figlio dell'imperatore Ferdinando II ed esponente della Casa d'Asburgo; Vescovo di Passavia, Strasburgo, Breslavia e Olomouc; Governatore dei Paesi Bassi spagnoli                                  |
| 47 |        |          | Carlo Giuseppe d'Austria Karl Joseph von Österreich (1649–1664)              | 1662      | 1664      | Sacro Romano Impero (Austria)                    | Figlio dell'imperatore Ferdinando III ed esponente della Casa d'Asburgo; Vescovo di Passavia, Breslavia e Olomouc                                                                                   |
| 48 |        |          | Johann Caspar von Ampringen (1619–1684)                                      | 1664      | 1684      | Sacro Romano Impero                              | |
| 49 |        |          | Luigi Antonio del Palatinato Ludwig Anton von der Pfalz (1660–1694)          | 1684      | 1694      | Sacro Romano Impero (Palatinato)                 | Esponente del Casato di Wittelsbach; Vescovo di Worms |
| 50 |        |          | Francesco Luigi del Palatinato Franz Ludwig von der Pfalz (1664–1732)        | 1694      | 1732      | Sacro Romano Impero (Palatinato)                 | Fratello di Luigi Antonio del Palatinato ed esponente del Casato di Wittelsbach; Arcivescovo e Principe-Elettore di Treviri e Magonza, Vescovo di Breslavia e Worms                                 |
| 51 |        |          | Clemente Augusto di Baviera Clemens August von Bayern (1700–1761)            | 1732      | 1761      | Sacro Romano Impero (Baviera)                    | Esponente del Casato di Wittelsbach; Arcivescovo e Principe-Elettore di Colonia, Vescovo di Ratisbona, Münster, Paderborn, Hildesheim e Osnabrück                                                   |
| 52 |        |          | Carlo Alessandro di Lorena Karl Alexander von Lothringen (1712–1780)         | 1761      | 1780      | Sacro Romano Impero ( Lorena per nascita)        | Esponente del Casato di Lorena; Governatore dei Paesi Bassi austriaci |
| 53 |        |          | Massimiliano Francesco d'Austria Maximilian Franz von Österreich (1756–1801) | 1780      | 1801      | Sacro Romano Impero (Austria)                    | Figlio dell'imperatrice Maria Teresa d'Asburgo e dell'imperatore Francesco Stefano di Lorena, esponente della Casa d'Asburgo-Lorena; Arcivescovo e Principe-Elettore di Colonia, Vescovo di Münster |
| 54 |        |          | Carlo Ludovico d'Austria Karl Ludwig von Österreich (1771–1847)              | 1801      | 1804      | Sacro Romano Impero ( Toscana per nascita)       | Figlio dell'imperatore Leopoldo II ed esponente della Casa d'Asburgo-Lorena dimesso, lascia l'Ordine e si sposa                                                                                     |
| 55 |        |          | Antonio Vittorio d'Austria Anton Viktor von Österreich (1779–1835)           | 1804      | 1835      | Impero austriaco ( Toscana per nascita)          | Figlio dell'imperatore Leopoldo II ed esponente della Casa d'Asburgo-Lorena; Viceré del Regno Lombardo-Veneto; trasferisce il quartier generale dell'Ordine a Vienna                                |
| 56 |        |          | Massimiliano Giuseppe d'Austria Maximilian Joseph von Österreich (1762–1863) | 1835      | 1863      | Ducato di Modena                                 | Esponente del ramo d'Este della Casa d'Asburgo-Lorena |
| 57 |        |          | Guglielmo Francesco d'Austria Wilhelm Franz von Österreich (1827–1894)       | 1863      | 1894      | Impero austriaco                                 | Figlio di Carlo Ludovico d'Austria ed esponente del ramo di Teschen della Casa d'Asburgo-Lorena |
| 58 |        |          | Eugenio d'Austria Eugen von Österreich (1863–1954)                           | 1894      | 1923      | Austria-Ungheria ( Impero austriaco per nascita) | Esponente del ramo di Teschen della Casa d'Asburgo-Lorena; dimesso |
| 59 |        |          | Norbert Klein (1866–1933)                                                    | 1923      | 1933      | Cecoslovacchia ( Impero austriaco per nascita)   | Vescovo di Brno |

### Gran Maestro e Abate generale (1929 - oggi)
L'Ordine teutonico diviene un ordine di subcollocazione della Santa Sede.
| Nº | Stemma | Ritratto | Nome (nascita–morte)                  | Magistero      | Magistero      | Provenienza                                    | Note            |
| Nº | Stemma | Ritratto | Nome (nascita–morte)                  | Inizio         | Fine           | Provenienza                                    | Note            |
| -- | ------ | -------- | ------------------------------------- | -------------- | -------------- | ---------------------------------------------- | --------------- |
| 59 |        |          | Norbert Klein (1866–1933)             | 1923           | 1933           | Cecoslovacchia ( Impero austriaco per nascita) | Vescovo di Brno |
| 60 |        |          | Paul Heider (1868–1936)               | 1933           | 1936           | Cecoslovacchia ( Austria-Ungheria per nascita) |                 |
| 61 |        |          | Robert Schälzky (1882–1948)           | 1936           | 1948           | Cecoslovacchia ( Austria-Ungheria per nascita) |                 |
| 62 |        |          | Marian Tumler (1887–1987)             | 1948           | 1970           | Austria ( Austria-Ungheria per nascita)        |                 |
| 63 |        |          | Ildefons Pauler (1903–1996)           | 1970           | 1988           | Cecoslovacchia ( Austria-Ungheria per nascita) |                 |
| 64 |        |          | Arnold Othmar Wieland (nato nel 1940) | 1988           | 26 agosto 2000 | Italia                                         |                 |
| 65 |        |          | Bruno Platter (nato nel 1944)         | 26 agosto 2000 | 22 agosto 2018 | Italia                                         |                 |
| 66 |        |          | Frank Bayard (nato nel 1971)          | 22 agosto 2018 | in carica      | Germania                                       | [ 2 ]           |